# 秦柳方

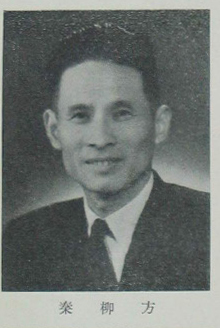
秦柳方近照

秦柳方（1906年1月7日—2007年2月2日），原名运章，以字行，江苏无锡胡埭张舍人，中华人民共和国经济学家，中国共产党党员。

## 生平

### 早年生涯
秦柳方生于江苏无锡胡埭张舍的一个教师家庭。1927年，经由无锡当地农运领袖安友石以及杭果人的介绍加入中国共产党，从事农民运动。后来脱党。1929年春，秦柳方考入新成立的江苏省立民众教育院，1930年1月毕业。从1929年起，秦柳方历任该院附设的黄巷民众教育实验区、丽新路工人教育实验区的干事兼指导员，并且指导院部学生进行实习。1932年10月，经江苏省立教育学院推荐，秦柳方到津浦铁路浦镇主持铁路职工教育实验区。1929年，秦柳方应邀参加了经济学家陈翰笙、王寅生主持的无锡农民农村经济调查团。1933年，秦柳方等人共同发起创办了中国农村经济研究会，秦柳方任理事，该会出版《中国农村》杂志。
1935年10月，秦柳方来到江西，历任农村服务区巡回指导员、丰城第三服务区干事。1935年，秦柳方参加中国共产党领导的革命工作。1936年8月，秦柳方回到江苏省立教育学院，担任教员兼指导员，指导学生实习并审阅学生毕业论文，还任该院电影电播专修科导师。抗日战争期间，1937年冬，秦柳方偕江苏省立教育学院部分师生自无锡启程赴大后方，经武汉、长沙，于1937年底抵达桂林。1938年，秦柳方继续在迁至桂林的江苏省立教育学院任职。
抗日战争时期，秦柳方曾任私立西南商专、四川省立教育学院教授，广西省政府财政厅秘书，广西银行总行经济研究室主任，《广西日报》主笔，《中国工业》月刊编委，中国工业合作协会专员等职务。

### 从救国会到人民共和国
1945年1月，秦柳方参加中国人民救国会，任中央执行委员、特种委员会委员。抗日战争胜利后，秦柳方在上海担任《文汇报》社论委员兼经济版主编，《经济周报》编委。
1949年中国人民解放军占领上海后，秦柳方重新加入中国共产党，历任中国人民解放军上海市军事管制委员会中纺公司代表室顾问，华东区花纱布公司经理，华东贸易部计划处、物价处长。其间，1949年9月21日，秦柳方作为中国人民救国会的候补代表参加了中国人民政治协商会议第一届全体会议。随后，他在天安门上参加了中华人民共和国开国大典。
1953年5月，秦柳方调往北京任职。历任中央人民政府商业部工业商品局副局长和支部书记，中央财经委员会第六办公室商业组副组长和支部委员，国务院第八办公室商业组、宣传组组长和支部委员。他在国务院第八办公室期间，研究中共对资本主义工商业实行社会主义改造的方针及政策。在国务院第八办公室任职期间，他还曾揭发批判许涤新。
1957年，秦柳方给其前任李维汉的秘书郑新如贴大字报，将郑新如当作阶级敌人，秦柳方由此成为反右运动中的左派。

### 经济学所的工作
1957年7月，秦柳方参加中国科学院经济研究所的工作，任该研究所党的领导小组成员，并且是政治经济学组和《经济研究》杂志编辑部负责人之一。1958年，秦柳方任国务院科委经济学小组秘书。1960年1月起，秦柳方担任《经济研究》编辑部主任，并且参加政治经济学组物价问题的调查研究工作。
1950年代末，中华人民共和国经济理论界讨论商品生产及价值规律，云南省一位化名“LX”的人投稿《经济研究》，主张商品经济，秦柳方乃致信中共云南省委宣传部，此人从而受到批判；中共浙江省委党校有人投稿《经济研究》，主张商品经济，秦柳方也致信中共浙江省委宣传部，此人也遭到整肃。
孙冶方出任中国科学院经济研究所所长后，秦柳方经常将孙冶方的言论汇报给中共中央宣传部，中共中央宣传部也日益不信任孙冶方。中共八届十中全会上，毛泽东提出反对翻案风、单干风、悲观风，经济研究所过去受批判者提出申诉，秦柳方称该所内部有“三风”，其中翻案风非常严重，孙冶方、冯秉珊、项启源、何建章等人不同意秦柳方的意见，秦柳方便向中共中央宣传部打小报告。张闻天有关集市贸易的意见及其在经济研究所内的讨论，也被秦柳方打小报告向中共中央宣传部告发。因此，在1964年经济研究所的社会主义教育运动中，派了70余人的工作组搞出了“张（闻天）孙（冶方）反党联盟”，张闻天、孙冶方由此被打倒，秦柳方成为该所唯一一位大左派。陆定一据此曾提议让秦柳方担任经济研究所所长，但于光远、林涧清说“秦柳方的市侩作风太严重”，此议方才罢休。
文化大革命前夕，钱俊瑞在中共中华人民共和国文化部党组书记任上犯了错误，被贬至安徽省担任安庆地委副书记。文化大革命期间，钱俊瑞在当地遭到批斗，逃到北京，曾经躲藏在秦柳方家。
文化大革命结束后，孙冶方获得平反，回到经济研究所。此后，秦柳方自觉颜面无光，乃找到钱俊瑞，要求调到中国社会科学院世界经济与政治研究所。
1979年，秦柳方出任中国社会科学院世界经济与政治研究所科研处处长，《世界经济调研》常务副主编兼《世界经济导报》副主编。

### 秦柳方小报告事件
1986年2月22日，秦柳方向胡乔木寄了一份15页约五千字的小报告《经济理论的一些情况》。该小报告以经济理论问题为主，分为四个问题揭发和批判了经济理论方面的所谓“自由化”现象。此外，秦柳方还将该小报告送给邓力群、胡绳（中国社会科学院院长）。同年3月1日，胡乔木致信中央领导胡耀邦、赵紫阳、胡启立、朱厚泽，随信送上秦柳方的小报告。
收到胡乔木的信及秦柳方的小报告后，赵紫阳于1986年3月3日在胡乔木的信上批示：“批判经济理论上的自由化可要慎重。现在更需要提倡大胆探索。”3月5日，胡耀邦在胡乔木的信上批示：“同意紫阳同志意见，请厚泽同志将紫阳同志的批语转告乔木同志一下。”赵紫阳的批示对企图借马丁文章事件和秦柳方的小报告批判资产阶级自由化的胡乔木、邓力群等人是当头一棒。
由于秦柳方的小报告点名批判《经济研究》搞自由化，《经济研究》的常务副主编唐宗昆乃在《经济研究》1986年第5期发表署名文章《经济理论工作者的社会责任感》，支持理论探索与创新，不点名批评了秦柳方的错误态度。
在赵紫阳批示以后，和《经济研究》唐宗昆发表文章批评秦柳方同时，邓力群在一些会议上声援秦柳方。唐宗昆的文章发表后三个月，中共中央高层对该文有了反应。1986年8月16日，中国社会科学院召开“学术动态汇报会”，会议由副院长刘国光主持，院长胡绳及其他副院长出席，参加者有“经济片”各研究所的所长或者分管科研的副所长。刘国光在会上批评唐宗昆的文章，胡绳表示“同意国光意见”。有人说，刘国光的讲话传达的乃是胡乔木的意思。
1989年六四之后，赵紫阳被撤职并遭软禁。随后，1989年8月27日，秦柳方写了《赵紫阳早就支持纵容资产阶级自由化》一文，揭发批判赵紫阳当年针对秦柳方小报告的批示，还将唐宗昆与赵紫阳联系在一起批判。六四之后，中国社会科学院及经济研究所均进行清查和整党。邓力群将秦柳方事件视为经济研究所清查中最重要的问题，中国社会科学院派出何建章、姜汉章、雷震阊组成的清查整党小组进驻经济研究所，在邓力群、王忍之的授意及支持之下，以整党为名，对该所实行夺权。清查组给经济研究所所长赵人伟罗织了五大罪状，其中第一条便是压制和打击秦柳方。清查组将秦柳方1986年2月22日的小报告印发给经济研究所全体人员，小报告中的第7条并未删去。清查及批判的主要是：（一）唐宗昆写文章批判秦柳方；（二）赵人伟在双百方针发表30周年座谈会上发言，不点名批评秦柳方阻碍贯彻双百方针。
1990年1月16日，中国社会科学院《要报》以“中国社会科学院一些学者近几年在经济理论和政策上的某些见解”为题向中央报告，肯定并支持了秦柳方的意见。在中国社会科学院院部的清查及整党过程中，秦柳方的小报告也是重要问题。胡绳在院部大会上检查，称秦柳方揭发了自由化，并向秦柳方致敬。1990年夏，中国社会科学院院部听取了经济研究所正副所长的汇报，吴介民、杨克在场，杨克称“唐宗昆的文章恶毒之极”。后来，在中国社会科学院工作会议上，经济研究所的何建章和副所长于祖尧仍在继续批判经济研究所的自由化。

### 晚年生涯
秦柳方离休后，担任中国世界经济学会理事，外国财政研究所顾问，中国国际金融学会理事，中国工业合作协会副理事长，中国供销合作经济学会理事等职务。
1994年8月，经济管理出版社出版了汇集秦柳方经济学方面文章的《秦柳方选集》。1995年9月，中国财经出版社出版了汇集秦柳方回忆文章的《云海滴翠——秦柳方选集之二》。
2007年2月2日，秦柳方在北京病逝，享年102岁。